# Downs (Illinois)
Downs – wieś w Stanach Zjednoczonych, w stanie Illinois, w hrabstwie McLean.